# 邢国长公主
邢国长公主（?—?），金國公主，金世宗太子完顏允恭之女。
金章宗因为仆散揆有功，许其子仆散安贞尚邢国长公主，仆散安贞为奉御，加驸马都尉。仆散揆尚金世宗女韩国公主，郑王完颜永蹈同母妹。完颜永蹈被诛，仆散安贞罢归。仆散揆、仆散安贞父子都官至重要将领。1221年，仆散安贞被金宣宗所处决，邢国长公主事迹不详。